# Битва при Скорнищеве
Битва при Скорнищеве — сражение между Великим княжеством Московским и Великим княжеством Рязанским 14 декабря 1371 года, в котором московский воевода Дмитрий Михайлович Боброк Волынский одержал победу над рязанским князем Олегом Ивановичем. Скорнищево — древнее село, ныне микрорайон Канищево в городской черте Рязани.
Причиной конфликта стали территориальные споры обоих княжеств, в частности за Лопасню. Московский князь Дмитрий Иванович, позже получивший прозвище Донской, послал на Рязань войско во главе со служилым князем Боброком Волынским. Волынский избрал правильную тактику и плотным строем противостоял рязанскому войску, в котором было много татар. Рязанцы использовали арканы, перешедшие к ним от степных соседей. Битва была длительной и упорной. Летопись пишет о ней «брань люта и сеча зла, рязанцы убо биющеся крепце». Итогом битвы стала решительная победа московского войска.
Москвичи вошли в Переяславль-Рязанский и возвели на рязанский трон двоюродного брата Олега — удельного князя Владимира Дмитриевича Пронского. Его верность Москве была проявлена ещё во время «второй Литовщины», когда он привёл рязанский полк на помощь Владимиру Серпуховскому в Перемышль. Бежавший Олег Иванович не смирился с утратой своего стола и, выждав подходящий момент, лихим набегом с помощью татарского мурзы Солохмира изгнал кузена из Переяславля-Рязанского. Таким образом, москвичи потеряли плоды Скорнищевской битвы.